# Word on Fire
Word on Fire (česky Planoucí slovo) je katolická mediální organizace založená biskupem Robertem Barronem, která využívá digitální a tradiční média k představení katolicismu širšímu světu. Do povědomí se dostala díky Barronově práci kněze, který se angažoval v nových médiích, a byla označena za účinný model pro sdílení informací o katolicismu s veřejností.

## Formáty médií
Barron zpočátku působil v rozhlase a televizi, kde moderoval rozhlasový pořad Word on Fire na stanici Relevant Radio a televizní pořad Word on Fire with Father Barron na stanici WGN America. Nakonec Barron rozšířil svou působnost na online distribuci prostřednictvím sociálních médií a aktivně šíří videa na YouTube. Kromě toho Word on Fire distribuuje duchovní média, jako jsou DVD a knihy, pro individuální i skupinové studium.

## Catholicismsérie (2011)
V roce 2011 vydala společnost Word on Fire desetidílný videodokumentární seriál Catholicism, který zkoumá kulturní, duchovní a historické prvky katolicismu. Seriál byl nabízen na DVD a vysílán také na stanicích PBS, což přimělo ombudsmana PBS vydat prohlášení, v němž veřejnosti objasnil, že seriál nebyl distribuován PBS ani vyroben z prostředků PBS, což diváci PBS označili za znepokojující.
Seriál získal mnoho chvály od osobností, jako je papežský životopisec George Weigel, kardinál Timothy Dolan a kardinál Francis George, za své úsilí o novou evangelizaci v moderním světě.